# Cantó de Bastia-2
El cantó de Bastia-2 és una divisió administrativa francesa situat al departament de l'Alta Còrsega i a la Col·lectivitat Territorial de Còrsega. Està format pel barri U Fangu de Bastia

## Administració

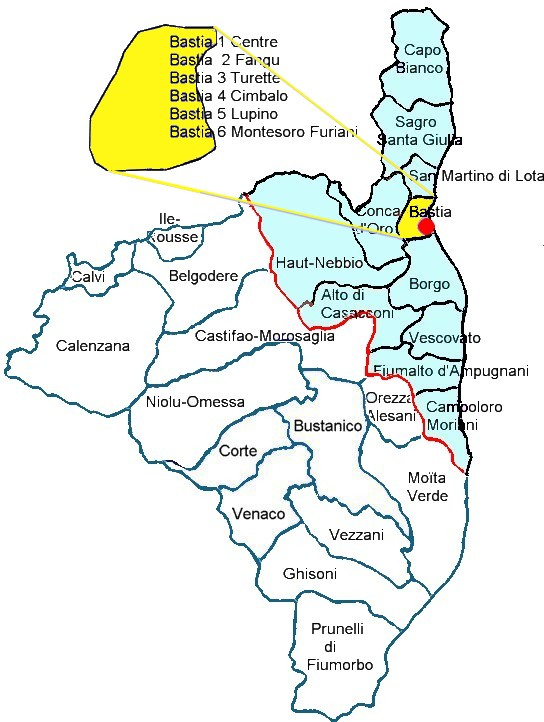
Localització del cantó de Bastia-Fango

| Període | Identitat        | Partit | Qualitat         |  |
| ------- | ---------------- | ------ | ---------------- |  |
| 1982-   | Henri Zuccarelli | PRG    | Alcalde de Monte |  |

## Composició
| Nom    | Població   | Codi Postal | Codi Insee |  |
| ------ | ---------- | ----------- | ---------- |  |
| Bastia | 37 884 (1) | 20200       | 2B033      |  |

(1) fracció de municipi